# Amrum (Film)
Amrum ist ein Filmdrama von Fatih Akin. Der Coming-of-Age-Film des deutsch-türkischen Regisseurs basiert auf den Kindheitserinnerungen von Hark Bohm und spielt im Frühjahr 1945, in den letzten Tagen des Zweiten Weltkriegs, auf der titelgebenden deutschen Nordseeinsel Amrum. Der Film mit Laura Tonke, Diane Kruger, Matthias Schweighöfer, Detlev Buck, Jasper Billerbeck und Kian Köppke feierte im Mai 2025 bei den Internationalen Filmfestspielen in Cannes seine Premiere. Der Kinostart in Deutschland ist der 25.09.2025.

## Handlung

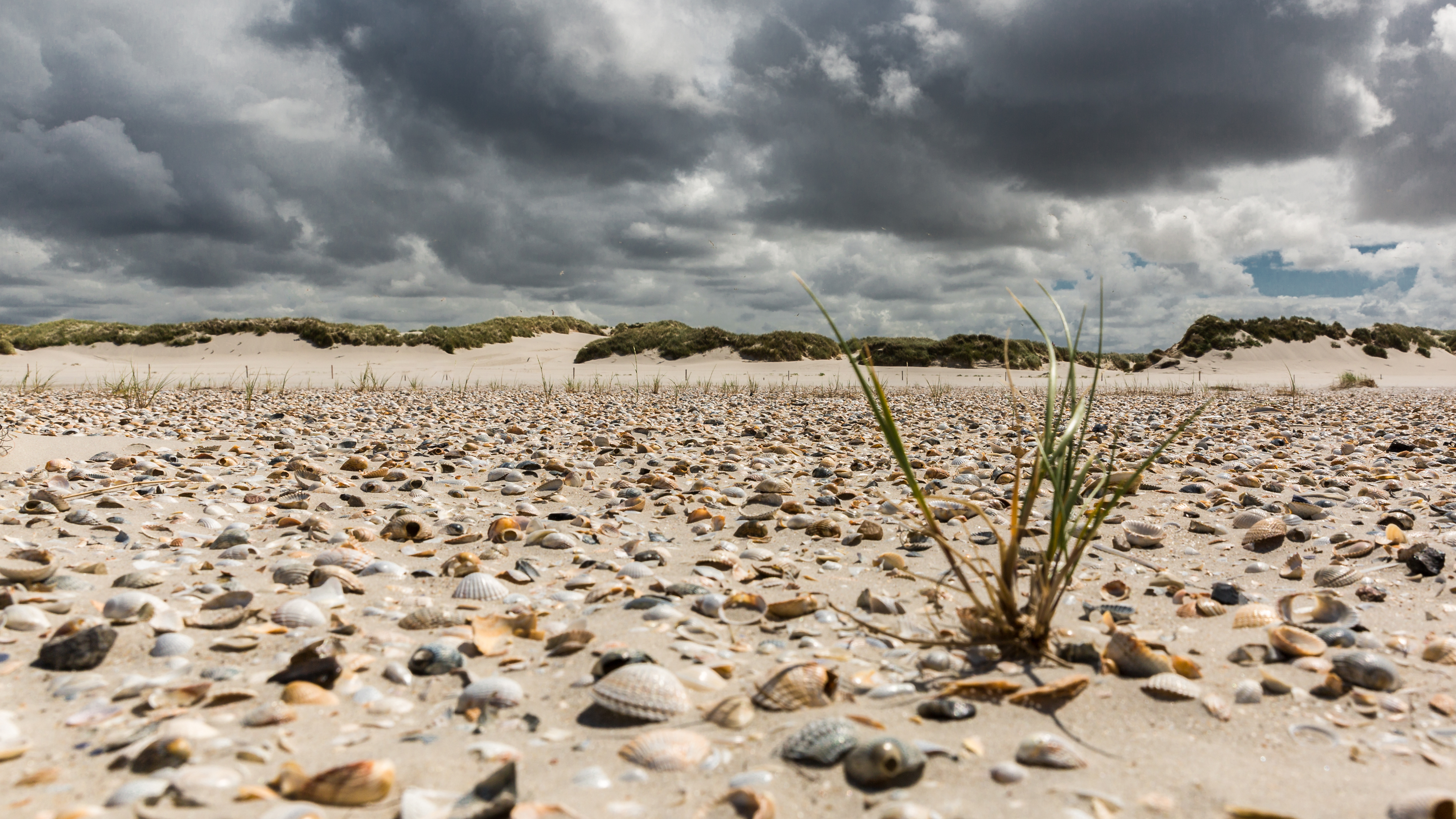
Nanning ist mit seiner Familie nach der Flucht aus Hamburg auf die Insel Amrum gekommen

Anfang 1945, in den letzten Tagen des Zweiten Weltkriegs, in einem kleinen Dorf auf der Insel Amrum im ländlichen Norddeutschland. Ein 12-jähriger Junge namens Nanning Bohm geht als ältestes Kind der Familie auf Robbenjagd, fischt nachts und arbeitet auf dem Feld, um seiner Mutter zu helfen, die Familie zu ernähren. Sie ist eine glühende Nationalsozialistin und hochschwanger. Sie mussten gemeinsam mit seiner Tante und seinen beiden kleineren Geschwistern aus dem zerbombten Hamburg auf die Insel fliehen. Nannings Vater war ein hohes Tier und befindet sich in Kriegsgefangenschaft, und seine Frau ist auf Amrum auf sich allein gestellt, während die Menschen dort heimlich im Radio Jazz hören.
Nach Kriegsende muss sich Nanning plötzlich ganz neuen Herausforderungen stellen und seinen eigenen Weg finden. Die Mutter ist seit der Geburt des Kindes und dem Tod Adolf Hitlers in eine Depression gefallen. Sie isst nichts und Nanning versucht ihr auf kreative Weise den Wunsch nach Weißbrot mit Butter und Honig zu erfüllen. Das ist jedoch keine leichte Aufgabe für Nanning, denn auf der Insel mangelt es wegen des Krieges an allem. Er entwickelt mittels Tauschwirtschaft einen Plan, wie er dennoch an die begehrten Zutaten wie Butter oder Zucker kommt.
Der Junge lernt hierbei die Insel und ihre Bewohner wie den Fischer Sam Gangsters kennen und das Friesisch, das die Menschen hier sprechen, macht aber auch beim Beobachten der Robbenjagd erste Berührungen mit dem Tod. Nanning lernt, dass er zwar nichts dafür kann, dass seine Eltern Nazis sind, er aber dennoch damit zu tut hat.

## Produktion

### Regie und Drehbuch

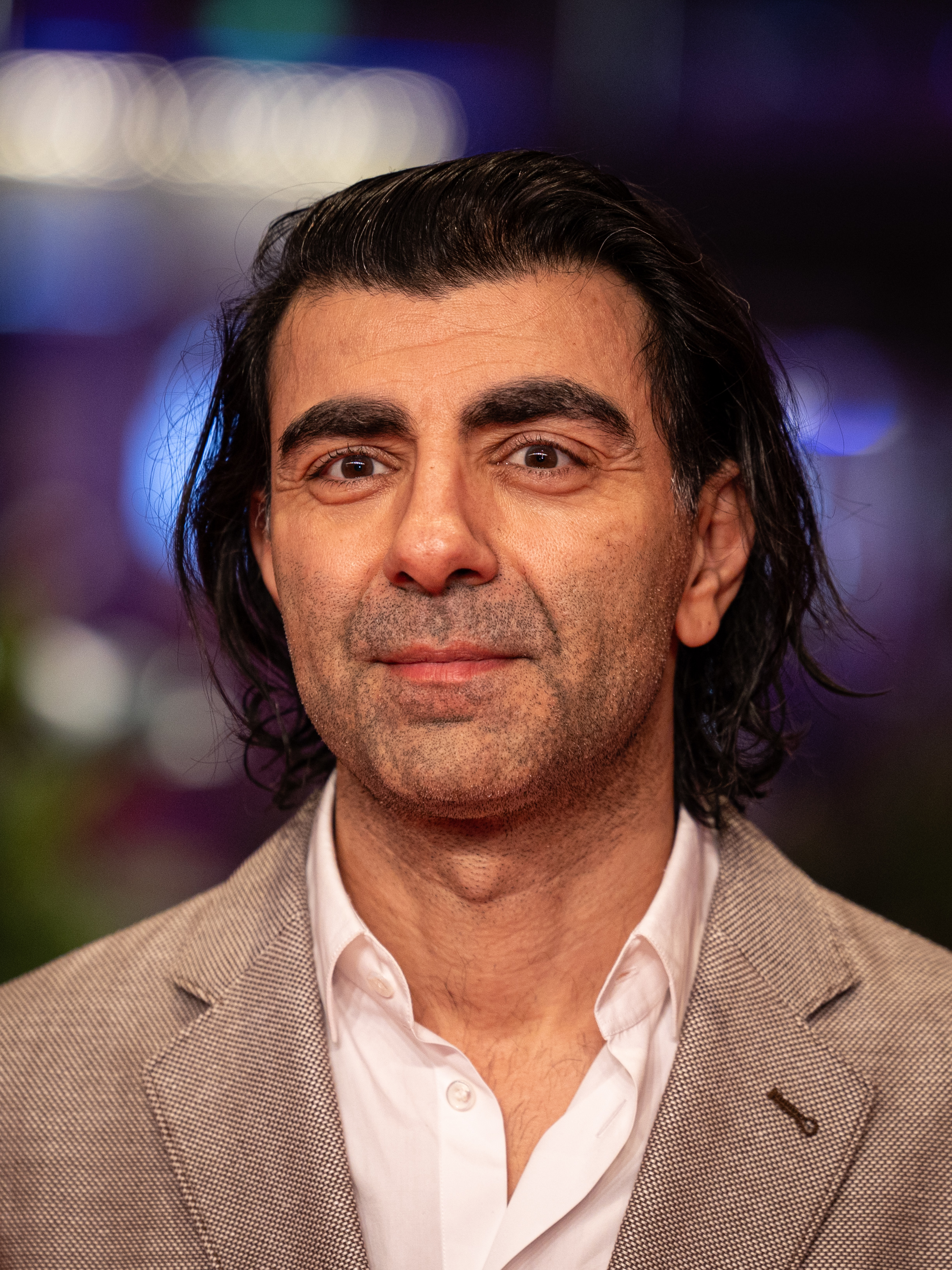
Regisseur Fatih Akin

Regie führte Fatih Akin, der gemeinsam mit Hark Bohm auch das Drehbuch schrieb, das auf dessen Kindheitserinnerungen basiert. Er ist ein langjähriger Freund von Akin. Der gebürtige Hamburger wuchs während des Zweiten Weltkrieges auf der etwa 20 Quadratkilometer großen Nordseeinsel Amrum auf und ist emeritierter Professor für Film am Institut für Theater, Musiktheater und Film der Universität Hamburg. Bohm hatte ursprünglich geplant, den Film selbst zu drehen, bevor er die Zügel an Akin übergab.
Eines der Elemente, das Akin an Bohms Geschichte faszinierte, sei die Beziehung zwischen einem Kind und seinen Eltern gewesen, wenn die Eltern extreme politische Ansichten haben. „Man kann sich seine Eltern nicht aussuchen“, so der Regisseur zu der Mutter seines jungen Protagonisten. Er habe keine Empathie für Nazis erzeugen wollen, dachte sich jedoch, er müsse diese Geschichte der Liebe zwischen Mutter und Kind erzählen. Auch der jüngste Aufstieg der extremen Rechten in Deutschland sei einer der Gründe gewesen, das Projekt zu übernehmen. Akin beschreibt Amrum als eine Reise in die Tiefen seiner „deutschen Seele“ und sagte, er sei bereit, für die Werte seines Landes, einschließlich der Meinungsfreiheit, zu kämpfen: „Diese Werte werden weltweit und auch in Deutschland ausgelöscht, und ich muss, nicht nur als Filmemacher, sondern auch als Mitglied dieser Gesellschaft, meine deutsche Seele verteidigen.“ Was das Thema des Verlusts der Unschuld angeht, wurde Akin zum Teil durch die Lektüre von John Miltons Gedicht Paradise Lost beeinflusst, filmisch ließ er sich jedoch von Vittorio De Sicas Filmen Fahrraddiebe und Schuhputzer sowie Rob Reiners Stand by Me inspirieren.
Mit dem britischen, in Hamburg lebenden Filmeditor Andrew Bird arbeitete Akin für fast alle Filme seiner langjährigen Karriere zusammen.

### Besetzung und Dialoge
Laura Tonke spielt die glühende Nationalsozialistin Hille Hagener und der Newcomer Jasper Billerbeck ihren 12-jährigen Sohn Nanning. Es handelt sich um sein Debüt als Schauspieler. Billerbeck wurde bei einem offenen Casting an einer Segelschule entdeckt. Lisa Hagmeister ist in der Rolle von Hilles Schwester und Nannings Tante Ena zu sehen. Diane Kruger, die in Akins Gerichtsfilm Aus dem Nichts in der Hauptrolle zu sehen war, spielt die Bäuerin Tessa Bendixen. In weiteren Rollen sind Matthias Schweighöfer als Onkel Theo, der nach Amerika geht, Detlev Buck als Großvater Sam Gangsters, der Nanning die Augen über seine Familie öffnet, und Kian Köppke als Hermann zu sehen. Auch Autor Bohm spielt in dem Film in einer kleinen Nebenrolle. Das Casting übernahmen Monique Akin, die Ehefrau des Regisseurs, und Jacqueline Rietz.
Auf Amrum sprach die Landbevölkerung zu der Zeit, in der der Film spielt, Friesisch, weshalb ein großer Teil der Dialoge in Amrum in dieser Sprache gehalten sind.

### Filmförderung und Dreharbeiten
Der Film erhielt vom Deutschen Filmförderfonds eine Produktionsförderung in Höhe von rund einer Million Euro, von der Filmförderungsanstalt in Höhe von 520.000 Euro, vom Medienboard Berlin-Brandenburg in Höhe von 350.000 Euro, von der Medien- und Filmgesellschaft Baden-Württemberg in Höhe von 200.000 Euro und von der MOIN Filmförderung Hamburg Schleswig-Holstein in Höhe von 800.000 Euro. Von der Filmförderungsanstalt kam zudem die Übernahme von Medialeistungen in Höhe von 200.000 Euro.

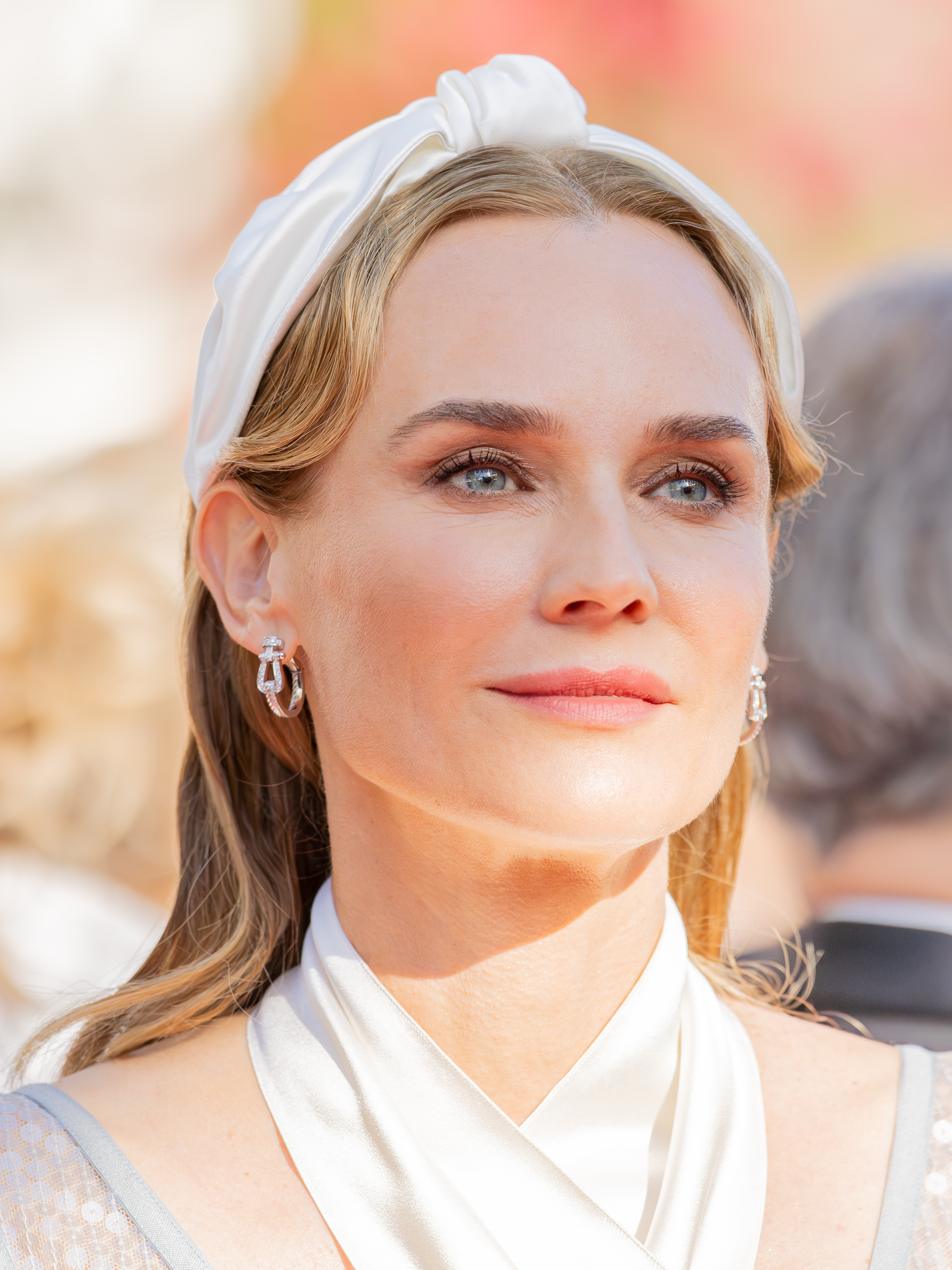
Diane Kruger spielt die Bauersfrau Tessa Bendixen

Die Dreharbeiten fanden in Hamburg, auf Amrum und in Dänemark statt und wurden Ende Juni 2024 beendet. Als Kameramann fungierte Karl Walter Lindenlaub, der in den letzten Jahren überwiegend für US-Produktionen wie Underworld: Blood Wars von Anna Foerster und Brahms: The Boy II und Separation von William Brent Bell tätig war. Das Szenenbild wurde von Seth Turner, das Kostümbild von Birgit Missal gestaltet.

### Filmmusik, Marketing und Veröffentlichung
Die Filmmusik steuerte der deutsche Komponist experimenteller elektronischer Musik Stefan Goetsch, bekannt unter seinem Pseudonym Hainbach, bei. Es ist seine erste Arbeit für einen Spielfilm.
Der erste Teaser-Trailer wurde Anfang Mai 2025 vorgestellt. Die Premiere des Films war am 15. Mai 2025 bei den Internationalen Filmfestspielen in Cannes, wo er in der Reihe Cannes Premières gezeigt wurde. Ende September, Anfang Oktober 2025 wird Amrum beim Filmfest Hamburg vorgestellt. Der Kinostart in Deutschland und anderen deutschsprachigen Ländern ist am 9. Oktober 2025 durch Warner Bros Pictures Germany geplant. Am 24. Dezember 2025 will Dulac Distribution den Film in die französischen Kinos bringen. Kino Lorber sicherte sich die Rechte für Nordamerika.

## Rezeption
Von den bei Rotten Tomatoes aufgeführten Kritiken sind 92 Prozent positiv.
Susanne von Kessel-Doelle schreibt in ihrer Kritik für Blickpunkt:Film, Regisseur Fatih Akin schaffe es, in der Kindheitsgeschichte Hark Bohms die ganze Tragik einer Generation einzufangen und habe den Film mit einer minimalistischen Dramatik inszeniert, die hochspannend, aber eben auch anrührend sei. Sie beschreibt Amrum als eine authentische Heimatgeschichte, mit Parallelen zu heute und Bildern, die den Zuschauern die Weite der titelgebenden Insel genauso fühlen lassen wie das Innenleben seiner Charaktere. Wer Akins Film sieht, besinne sich auf Heimatliebe, gewinne Empathie für Außenseiter, seien es Flüchtlinge oder die Kinder von Menschen, die einer falschen Ideologie anhängen und mit der Schuld ihrer Eltern leben müssen. Die Entdeckung des Films sei Jasper Billerbeck, der es mit einem beeindruckendem, sprechenden Gesicht schaffe, das Gefühlsleben des jungen Nanning sichtbar zu machen. Kessel-Doelle resümiert, Amrum sei ein Film, der seine leisen Töne meisterhaft setze und genau dadurch groß erzähle.
Jenny Jecke, Chefredakteurin von Moviepilot, erklärt in ihrer Kritik, Amrum sei keine anthropologische Studie, sondern eine Art biografische Miniatur, die in knappen 100 Minuten vonstattengeht. Das Drehbuch, das den Eifer von Hille und die Konsequenzen ihrer Taten nicht beschönige, arbeite mit einfachen Typen, passgerecht für Nannings Kinderaugen zugeschnitten. Pittoresk würden die Charakterköpfe in den romantischen Panoramen von Meer und Sand angeordnet, während die Nazis eingeschnappt ihre Fahnen hissen.
Amrum wurde von den Produzenten des Films bei German Films für die Auswahl des deutschen Beitrags für die Oscarverleihung 2026 eingereicht.